# Instrukcja techniczna C-I
Instrukcja techniczna C-I – archiwalna instrukcja geodezyjna w Polsce, będąca częścią przepisów Pomiary szczegółów terenowych (dział "C" Powszechnych Przepisów o Pomiarach Kraju) i obowiązująca w latach 1968–1979, wprowadzona i zatwierdzona zarządzeniem nr 20 Prezesa Głównego Urzędu Geodezji i Kartografii (GUGiK) z 11 lipca 1967 w sprawie wprowadzenia do stosowania instrukcji "Pomiary sytuacyjne". Instrukcja została opracowana w latach 1966–1967 w Biurze Techniki GUGiK. Wydanie pierwsze instrukcji miało miejsce w grudniu 1967 roku.
Instrukcja zawiera zbiór, jednolitych pod względem merytorycznym, technicznym i porządkowym, zasad dotyczących wykonywania bezpośrednich pomiarów sytuacyjnych, które służyły do sporządzania i aktualizowania mapy zasadniczej w skalach od 1:5000 do 1:1000, jak i również innych map inżynieryjno-gospodarczych w zakresie szczegółów sytuacyjnych ogólnego znaczenia.
Szczegółowe przepisy instrukcji określają m.in.:
- pojęcie i przedmiot pomiarów sytuacyjnych
- normy dokładnościowe pomiarów
- związek pomiarów ze szczegółową geodezyjną osnową poziomą
- typowe metody i sposoby pomiarów
- zasady techniczno-porządkowe

Pomiary sytuacyjne określone niniejszą instrukcją definiowane są jako czynności mające na celu określenie na mapie położenia, kształtu i wielkości obrazu szczegółów terenowych stanowiących jej treść, natomiast przedmiotem szczegóły terenowe ogólnego znaczenia, m.in.:
- granice (w tym jednostek terytorialnego podziału administracyjnego Państwa)
- użytki gruntowe
- budynki i ogrodzenia
- budowle energetyczne, przemysłowe i hydrotechniczne
- obiekty drogowe
- studnie oraz budowle i urządzenia ziemne

Zgodnie z instrukcją szczegóły terenowe były podzielone na trzy grupy ze względu na różne wymagania dokładnościowe (I, II, III), a tereny na cztery kategorie (A, B, C, D). Dokładność pomiaru (mp) zależała więc od grupy szczegółów oraz skali mapy i kategorii terenu (najbardziej dokładne były pomiary szczegółów I grupy w terenie kat. A i B dla skali 1:1000 – 0,10 m, najmniej dokładne pomiary szczegółów III grupy w terenie kat. D dla skali 1:5000 – 1 m).
Ponadto instrukcja C-I określała wymagania dotyczące:
- zakładania ciągów sytuacyjnych i wcięć szczegółowej osnowy poziomej
- zakładania linii pomiarowych
- pomiaru długości i kątów

dla celów wykonywanych pomiarów.
1 stycznia 1968, z dniem wejścia w życie zarządzenia wprowadzającego tę instrukcję do stosowania, straciło moc obowiązującą obwieszczenie Prezesa Głównego Urzędu Pomiarów Kraju z 17 listopada 1949 roku o wprowadzeniu instrukcji B-IV "Pomiary sytuacyjne" oraz 3 zarządzenia ją zmieniające, a także wszelkie inne przepisy GUGiK w zakresie unormowanym nową instrukcją.
Instrukcję techniczną C-I zastąpiła w 1979 instrukcja techniczna G-4 ("Pomiary sytuacyjne i wysokościowe") oraz wytyczne techniczne do tej instrukcji.